# Mandatområdet i Libanon
Mandatområdet i Libanon blev skabt efter 1. verdenskrig, da det Osmanniske Riges imperium gik i opløsning og blev opdelt i mandater.

## Baggrund
Under 1. verdenskrig kæmpede det Osmanniske rige sammen med centralmagterne. I Libanon indførtes militærstyre og al kontakt med fjenden eller den arabiske revolte, som blev ledet af Hussein bin Ali, blev bandlyst. I maj 1916 blev 14 personer hængt i Beirut for forræderi, en dag som siden blev markeret som martyrdagen. Unge mænd blev tvangsudskrevet til militærtjeneste og fødevarer blev konfiskeret fra bønderne for, at den osmanniske hær skulle kunne gøre sit bedste. Under sommeren 1917 havde det arabiske oprør med støtte fra briterne fejet nordover og indtaget Jerusalem og den 1. oktober 1917 overlod de osmanniske myndigheder Beirut til sin skæbne. I stedet blev der udråbt en arabisk regering i sherif Hussein Alis navn under ledelse af maroniten Habib al-Saad.
Denne udvikling behagede ikke Storbritannien og Frankrig, som med Sykes-Picot-aftalen 1916 havde opdelt store dele af det Osmanniske Rige i interesseområder. I henhold til denne aftale skulle Libanon og Syrien kontrolleres af Frankrig. Seks dage efter, at den arabiske regering var proklameret i Beirut indtog franske og britiske styrker byen. En fransk oberst blev militærguvernør, men regeringen under al-Saad fik lov at fortsætte under fransk overopsyn.

## Den franske ledelse
Efter 1. verdenskrig ændredes de politiske forhold i Mellemøsten. I april 1920 blev Libanon et fransk mandatområde, hvilket indebar, at Frankrig fik ansvaret for, at Libanon en gang i fremtiden skulle kunne blive selvstændigt. Libanonområdet blev den 3. august 1920 proklameret som en egen stat under Frankrigs mandat (fransk: État du Grand Liban) og afgrænset i nord af Nahr el-Chebir, i øst af "Anti-Libanon" og Hermon, i syd af Palæstina og mod vest af Middelhavet. Foruden bjergområdet hørte til den nye stat tillige Bekaa-dalen mellem Libanon og Anti-Libanon. Landets areal var 10.855 km2 med 628.863 indbyggere, hvoraf 330.382 kristne og 274.711 muslimer i 1922; hertil kom et stort antal emigranter fra Tyrkiet. Den nye stats udråbelse skete efter en skarp konflikt mellem franskmændene og emir Faisal, som først havde fået tildelt den østre del af området som sit okkupationsområde, men der efter med våbenmagt blev fordrevet derfra af den franske general Gouraud. Libanon fik fra april 1922 en valgt repræsentation (conseil repré-sentatif) og styredes af en guvernør, bistået af et af embedsmænd sammensat regeringsråd. Hovedstad blev Beirut. Alle udenrigsanliggender og Frankrigs interesser i Libanon blev varetaget af den franske overkommissær i Syrien.
Under den franske mandatperiode fik Libanon en forfatning, udarbejdet af den romerskkatolske bankmand Michel Chiha. Forfatningen overlod de vigtigste tillidsposter i landet til landets vigtigste grupper. Frem til da havde det politiske system været domineret af maronitterne og druserne, men med forfatningen blev shiamuslimerne og sunnimuslimerne inddraget i styrelsen. Libanons første præsident blev den græskortodokse Charles Dabbas. Under hans seks år som præsident udnævnte han som premierministre maronitterne Emil Eddé og Bishara al-Khoury. Formand for parlamentet var sunnimuslimen Muhammad al-Jisr.
Da præsident Dabbas anden mandatperiode nærmede sig afslutningen, var de tre kandidater til præsidentposten og i egenskab af parlamentsformand lod al-Jisr gennemføre Libanons første folketælling for at vise, at Libanon havde en majoritet af muslimer. Men folketællingen viste, at der fortsat var en lille majoritet af kristne. Franskmændene forbød forfatningen og håndplukkede i stedet en egen præsident. Tre og et halvt år senere tillod franskmændene, at parlamentet valgte en ny præsident. Eddé og al-Khoury stillede atter op, og ved afstemningen i parlamentet vandt Eddé med en eneste stemme.
I november 1936 kom den franske venstreregering overens med præsident Eddé om at anerkende Libanons selvstændighed mod, at Libanon indgik en militær samarbejdsaftale med Frankrig. Aftalen havde fuld opbakning i parlamentet, men den almene opinion var delt, og især muslimerne var oprørte over de særlige privilegier, som Frankrig fik ved aftalen. Gennem aftalen skulle Frankrig støtte Libanons medlemsansøgning til Folkeforbundet og landet skille blive selvstændigt i slutningen af 1939.
Selvstændighedsplanerne blev lagt på is, da 2. verdenskrig brød ud. Den 21. september 1939 blev forfatningen ophævet af franskmændene, men de lod præsident Eddé fortsætte. Efter det franske nederlag til Tyskland udnævnte Vichy-regeringen en fransk general som fransk kommissionær i Beirut. Misfornøjelsen med præsidenten voksede efterhånden mere og mere til han blev tvunget til af afgå i april 1941. Sommeren 1941 lykkedes det de frie franske styrker sammen med britiske styrker at erobre både Libanon og Syrien. Den nye franske kommissionær gjorde det klart, at Frankrig fortsat ville arbejde for Libanons selvstændighed. Fra en britisk synsvinkel var det vigtigt, at intern modvilje ikke truede den allierede overhøjhed i regionen, og i marts 1943 fik man franskmændene med til at gå med på at erklære forfatningen gældende. Pladserne i parlamentet blev fordelt, så de kristne fik 30 pladser og muslimerne 25. Under disse forudsætninger blev der gennemført almindelige valg i sommeren 1943, og Bishara al-Khoury udnævntes til præsident.
Allerede under den franske mandatperiode havde fordelingen af landets tillidsposter været den, at præsidenten skulle være maronit og premierministeren sunnimuslim. Under al-Khourys tid som præsident udvidedes dette til, at parlamentets formand skulle være shiamuslim, den øverstkommanderende maronit og hærens stabschef drusin. I regeringen skulle posterne fordeles 6-5 mellem kristne og muslimer. Traditionelt havde landet været styret af maronitter og druser i fællesskab. Den nye "nationale pagt" gav en ledende rolle til maronitterne men druserne, knapt en tiendedel af befolkningen, fik kontrollen over landets hærstyrker.
Efter, at al-Khoury havde udnævnt Riyad al-Sulh til premierminister indledtes forhandlinger med Frankrig for at det franske mandat over Libanon skulle ophøre. Den libanesiske regering ville ændre forfatningen således, at alle særskilte privilegier, som Frankrig havde nydt, skulle ophøre. Dette ville franskmændene ikke gå med til, men i november 1943 sammentrådte parlamentet og stemte de foreslåede forandringer igennem alligevel. Den 9. november 1943 undertegnede præsidenten parlamentets beslutning og to dage senere arresteredes han og de vigtigste ministre af franske tropper. For tredje gang ophævede franskmændene forfatningen. Den almene opinion forenedes i kraftige demonstrationer mod franskmændene. Til sidst blev franskmændene tvunget til at give efter, og den 22. november blev præsidenten og hans ministre frigivet fra fængslet. Den franske mandatperiode var dermed ude. Under tiden frem til krigens afslutning overførtes efterhånden stadig flere rettigheder fra den franske kommissionær til præsidenten.
Efter, at 2 verdenskrig var endt i Europa i maj 1945 forventede libaneserne, at de franske styrker skulle forlade Libanon, men i stedet forstærkedes disse både i Libanon og i Syrien, og franskmændene gjorde det klart, at man krævede sine gamle særprivilegier tilbage. Kraftige demonstrationer udbrød endnu en gang, og i Syriens hovedstad Damaskus gik man så langt, at franskmændene anvendte luftangreb mod modstanderne. De kraftige protester foruroligede Storbritannien som tvang franskmændene at gå med på at trække sig ud af de to lande. I slutningen af 1946 forlod de sidste franske styrker Libanon.